# Marco Flavio Apro (cónsul 103)
Marco Flavio Apro (en latín Marcus Flavius Aper) fue un senador romano de finales del siglo I y principios del siglo II, que desempeñó su carrera bajo los imperios de Domiciano, Nerva y Trajano.

## Carrera
Su único cargo conocido fue el de consul suffectus entre julio y septiembre de 103, bajo Trajano
Plinio el Joven lo menciona como un senador influyente en una de sus cartas durante el juicio en el Senado entre enero y abril de 105 contra Tuscilio Nominato, hasta el punto de casi logar que se le condenase a no poder ejercer como abogado durante 5 años.

## Descendencia
Su hijo fue Marco Flavio Apro, consul ordinarius en 130, bajo Adriano, y su nieto fue Marco Flavio Apro, consul ordinarius en 176, bajo Marco Aurelio.